# Pastel de arroz inflado

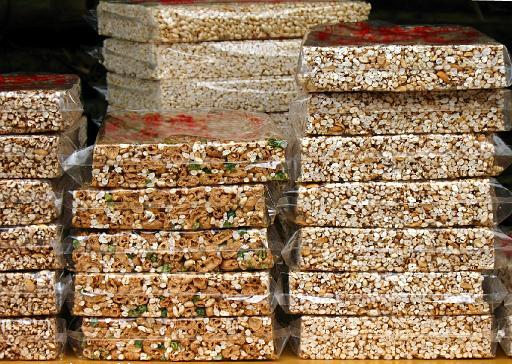
Pasteles de arroz inflado.

El pastel de arroz inflado es una receta, tanto dulce como salada, que se hace a partir de arroz inflado. Suele comerse como aperitivo saludable, existiendo variantes hechas con arroz integral. Existen versiones condimentadas con queso cheddar, mantequilla y cubiertas de chocolate o mantequilla de cacahuete.
A veces se emplean para hacer sándwiches, especialmente en dietas como sustitutos del pan (que tiene más calorías). En este caso suelen untarse con mantequilla de cacahuete, mermelada o queso untable.

## Wor Bar
Tradicionalmente, Wor Bar (Guo Ba en mandarín, ‘quemado en olla’) alude al arroz ligeramente tostado que se pega al fondo de las ollas de barro, y que, tras caramelizarse, terminan formando un solo bloque. Puede mojarse en té, o servirse como parte de una comida mojándolo en salsa de carne.
- Datos: Q122154
- Multimedia: Puffed rice cakes / Q122154